# アルツァフ大学
アルツァフ大学（英語: Artsakh State University、公用語表記: Արցախի պետական համալսարանի գիտական տեղեկագիր）は、ステパナケルトに本部を置くアルツァフ共和国の国立大学。1992年創立、1992年大学設置。
事実上の独立国であるアルツァフ共和国最大の国立大学だった。
2023年、アゼルバイジャンがアルツァフに対する軍事作戦を行い、アルツァフが降伏した（詳細は「2023年ナゴルノ・カラバフ衝突」を参照）ことに伴い、アルツァフ大学の建物には新たにカラバフ大学が設置された。

## 留学制度
米国カリフォルニア州立大学ドミンゲスヒルズ校との提携により、12名から15名の学生が夏にアルツァフ大学でアルメニアならびにナゴルノ・カラバフに関する政治学や歴史学、経済学を学ぶプログラムがあった。

## 研究
アルツァフ大学では国家安全保障、政治、農業、考古学に関する研究が行われていた。

## 提携校
- Central European College in Skalica[3]
- Russian-Armenian (Slavonic) University[4]
- カリフォルニア州立大学ドミンゲスヒルズ校（英語版）[2]